# جرينسبورو بيند (فيرمونت)
جرينسبورو بيند (بالإنجليزية: Greensboro Bend)‏ هو مكان مُخصص للتعداد السكاني في مدينة جرينسبورو، مقاطعة أورليانز، فيرمونت، الولايات المتحدة. كان عدد سكانها 232 اعتبارًا من تعداد 2010.

## الحجم
الحجم الكُلي للمنطقة يُعادل 2.228 ميل مربع (5.77 كم²) مِنها 2.210 ميل مربع (5.72 كم²) يابسة، و 0.018 ميل مربع (0.05 كم²) عبارة عن ماء.